# 회전교차로

회전교차로의 통행 (우측통행)

회전교차로의 통행 (좌측통행)

회전교차로(回轉交叉路, 영어: roundabout)는 도로의 평면 교차 방식 중 하나이다. 1960년대 영국이 도입하기 시작했다. 처음에는 비슷한 형태로 인해 로터리(rotary)와 혼동되어 로터리라고 불렀지만, 최근에는 회전교차로라고 부른다.

## 형태
회전교차로는 흔히 볼 수 있는 십자 교차로 대신 도로가 만나는 중심부에 교통섬을 두어 차량이 똑바로 가지 못하고 이 교통섬을 돌아가도록 만든 것이다. 회전교차로는 로터리와 통행 방법이 비슷하지만 크기가 로터리에 비해 작아 차량이 빨리 달리지 못하게 한 것이 특징이다.

## 표지판
대한민국의 회전교차로의 통행 및 진출입 알림은 지시 표지 및 주의 표지로 사용중이다.

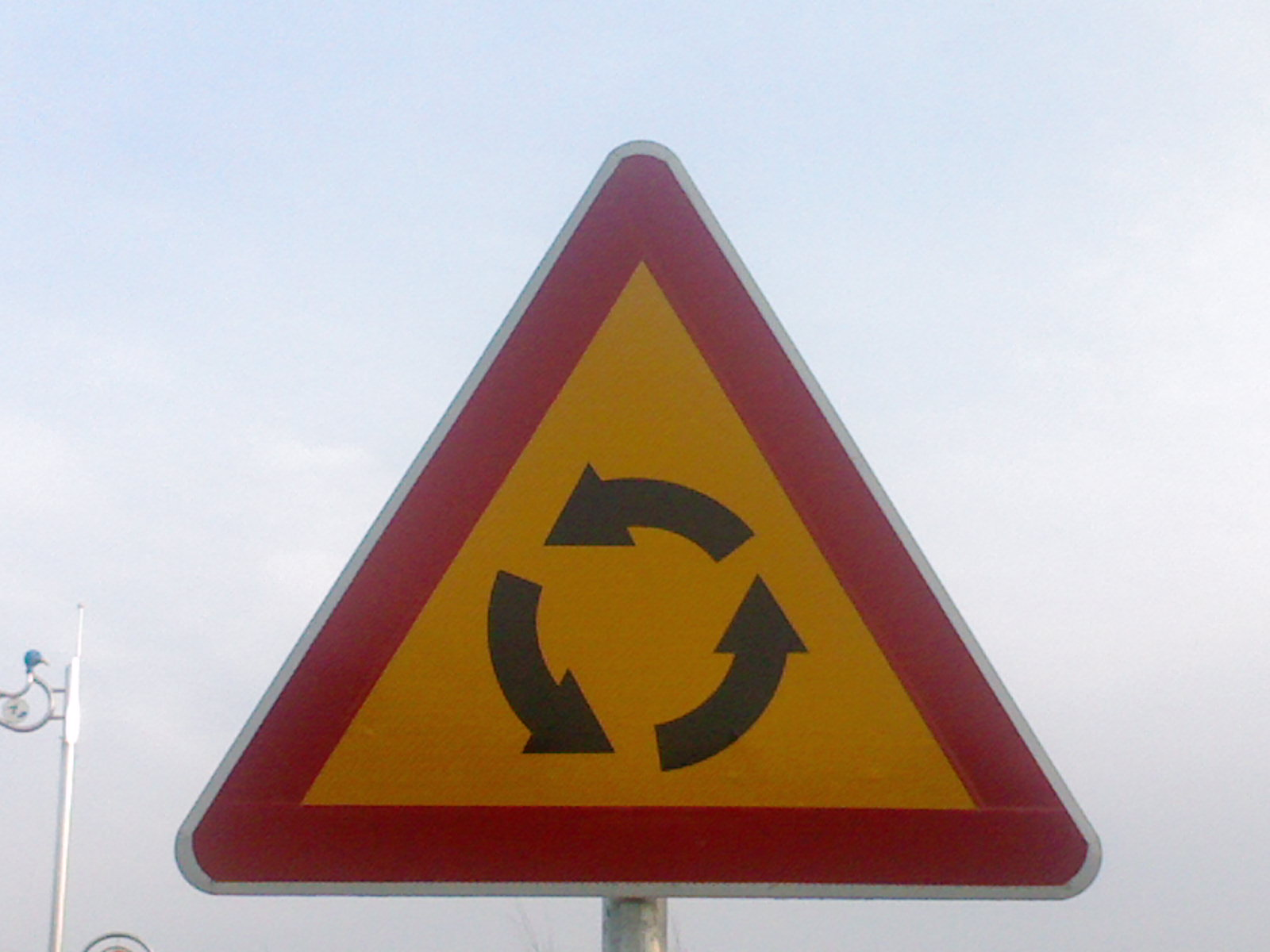
대한민국 내의 회전형 교차로 진입 주의 표지판
대한민국의 회전형 교차로 진입 주의 표시
대한민국의 회전형 교차로 진입 지시 표시
일본의 회전형 교차로 진입 주의 표시
일본의 회전형 교차로 진입 주의 표시

## 장점
- 신호등이 필요없어 비상 상황에서도 교통 혼잡 우려가 적고, 비용이 적게 들어간다. 일본이 동일본대지진 이후 관심을 가진 것도 이 때문이다.[2]
- 신호가 바뀌길 기다릴 필요가 없어 차량 흐름이 원활해지고 이산화탄소 배출량 감소.
- 맞은편 차량과 정면 충돌할 우려가 없으므로 교통사고 사망자와 중상자를 줄일 수 있음.
- 크기가 작아 차량이 빨리 달리지 못하므로 차량의 소음과 사고가 줄어듦.[1]
- 교차로 내에 원형 녹지를 둘 수 있음.[1]
- 편도 2차로 이하여도 유턴을 할 수 있음

## 단점
- 교통량이 많은 지역은 회전교차로를 도입시 교통 혼잡이 가중될 우려가 있음. 도심 지역에는 적합하지 않음.
- 기존 교차로에 비해 더 넓은 공간이 필요함
- 운전자들이 회전 도로에 합류하는 시점이나 규칙에 익숙해져야 함.
- 대형차량이나 특수차량은 통과하기 어렵다.

## 같이 보기
- 로터리 (교통)
- 교차로
- 교통섬